# Testosterone
Il testosterone è un ormone steroideo del gruppo androgeno prodotto principalmente dalle cellule di Leydig situate nei testicoli e, in minima parte, dalle ovaie e dalla corteccia surrenale. La sua produzione è influenzata molto dall'ormone luteinizzante LH. È presente anche nelle donne che, rispetto agli uomini, hanno una maggiore tendenza a convertire quest'ormone in estrogeni. La desinenza -one è dovuta alla presenza di un gruppo chetonico CO sull'atomo C3 del primo anello del carbonio [A] dello steroide.

## Descrizione
Nell'uomo è deputato allo sviluppo degli organi sessuali (differenziazione del testicolo e di tutto l'apparato genitale) e dei caratteri sessuali secondari, come la barba, la distribuzione dei peli, il timbro della voce e la forza muscolare. Il testosterone nell'età puberale interviene anche sullo sviluppo scheletrico, limitando l'allungamento delle ossa lunghe ed evitando in questo modo una crescita spropositata degli arti (stimola la chiusura dei punti di accrescimento presenti fra epifisi e diafisi).
Nell'uomo adulto i livelli di testosterone giocano un ruolo molto importante per quanto riguarda la sessualità, l'apparato muscolo scheletrico, la vitalità e la buona salute, intesa soprattutto come protezione da malattie metaboliche come ipertensione e diabete mellito e secondo recenti studi anche sulla depressione. Contribuisce a garantire la fertilità in quanto stimola la maturazione degli spermatozoi nei testicoli. Inoltre influenza qualità e quantità dello sperma prodotto poiché opera sulle vie seminali e sulla prostata, deputate alla produzione di sperma. La produzione giornaliera di testosterone nell'uomo varia dai 5 ai 7 milligrammi, ma raggiunti i 30 anni tende a diminuire annualmente dell'1%.
Il testosterone regola anche il desiderio e la soddisfazione sessuale: infatti ha la funzione di attuare l’"appetito" sessuale. Un deficit di libido (desiderio sessuale) è spesso associato a una disfunzione del testosterone. Ciò è stato evidenziato anche per il desiderio sessuale femminile a seguito della sua diminuzione nel periodo post-menopausale. Il testosterone è utilizzato farmacologicamente sia in uomini sia in donne, qualora vi siano alterazioni nei suoi livelli.
Il testosterone è presente in tutti i vertebrati con l'eccezione dei pesci che sostituiscono quest'ormone con l'11-ketotestosterone.

## Funzioni, variazioni, regolazione del testosterone
Il testosterone è il principale ormone maschile e viene:
- sintetizzato maggiormente nelle cellule di Leydig interstiziali dei testicoli a partire da molecole di colesterolo.
- trasformato nel fegato in altre sostanze ormonali o decomposto e smaltito tramite i reni

La sua principale funzione è:
- in collaborazione con altri ormoni e neurotrasmettitori regola funzioni metaboliche e sessuali, in particolare aumenta l'anabolismo e diminuisce l'insulinoresistenza, diminuendo quindi il rischio di contrarre diabete mellito di tipo 2[2][3]
- migliora le facoltà cognitive diminuendo il rischio di depressione e demenza[2]
- aumenta l'anabolismo dell'osso diminuendo il rischio di osteoporosi[2]
- migliora la circolazione sanguigna diminuendo il rischio di avere malattie cardiovascolari[2][4]
- migliora la circolazione peniena e favorisce l'erezione[2][5]

La sintesi testosteronica è notevolmente variabile con l'età:
- dalla nascita fino all'età di dieci anni è a un livello basso,
- nell'adolescenza maschile tra i dieci e vent'anni aumenta rapidamente,
- diminuisce lentamente dai trent'anni alla fine della vita.

A causa di "sfasamenti" dei processi metabolici di sintesi e di smaltimento, c'è una grande variazione giornaliera (circadiana)
- con un marcato minimo verso le ore 1:00 e
- un massimo tra le ore 6:00 e 13:00

Il testosterone ha delle funzioni fisiologiche (assieme ad altri ormoni e fattori) prevalentemente metaboliche e sessuali.

### Funzioni fisiologiche del testosterone
| abbondanza               | mancanza                    | conseguenze della mancanza                                         | rischi di patologie                  |
| ------------------------ | --------------------------- | ------------------------------------------------------------------ | ------------------------------------ |
| osteopoiesi ↑            | osteoclasti ↑ osteoblasti ↓ | la resistenza ossea diminuisce e aumentano i rischi di osteoporosi | verso l'apparato locomotore          |
| proteoneogenesi ↑        | sintesi di tessuti ↓        | la forza muscolare diminuisce                                      | verso l'apparato locomotore          |
| lipolisi ↑               | lipogenesi ↑                | il grasso corporeo aumenta                                         | verso l'apparato locomotore          |
| ematopoiesi ↑            | eritrociti ↓                | stanchezza, spossatezza                                            | verso l'apparato cardiovascolare     |
| vasoprotezione           | depositi vasali             | rischi aterosclerotici                                             | verso l'apparato cardiovascolare     |
| normotensione            | ipertensione o ipotensione  | rischi cardiaci                                                    | verso l'apparato cardiovascolare     |
| tolleranza al glucosio ↑ | tolleranza al glucosio ↓    | rischi di diabete II                                               | sindromi metaboliche                 |
| libidine ↑               | libidine ↓                  | rischio di perdita dell’appetito sessuale                          | sessuali, psichiche, comportamentali |
| aggressività ↑           | depressività ↑              | rischio di malavoglia, depressività                                | sessuali, psichiche, comportamentali |

### Testosterone e anabolismo
Il testosterone è uno dei principali ormoni anabolici, assieme all'asse GH/IGF-1 e all'insulina. Prodotto principalmente dal testicolo e in minor parte dall´ovaia e dal surrene, favorisce il passaggio degli amminoacidi alle cellule muscolari, ma al contrario dell'asse GH/IGF-1, ha un'azione maggiormente ipertrofica (aumento del volume della cellula muscolare) mediante un aumento del citoplasma, piuttosto che un'azione iperplasica (aumento del numero delle cellule muscolari), questa favorita principalmente dal IGF-1. Ha un effetto minore sulla proliferazione della cellula ossea (favorita invece da GH/IGF-1), ma interviene soprattutto sull'accumulo di amminoacidi nel muscolo scheletrico, ed essendo androgeno particolarmente nel pene e nel clitoride. Ha una forte azione di inibizione dell'insulinoresistenza, quindi aumenta la sensibilità del tessuto muscolare a captare i nutrienti, in particolare gli amminoacidi.

### Variazione con l'età

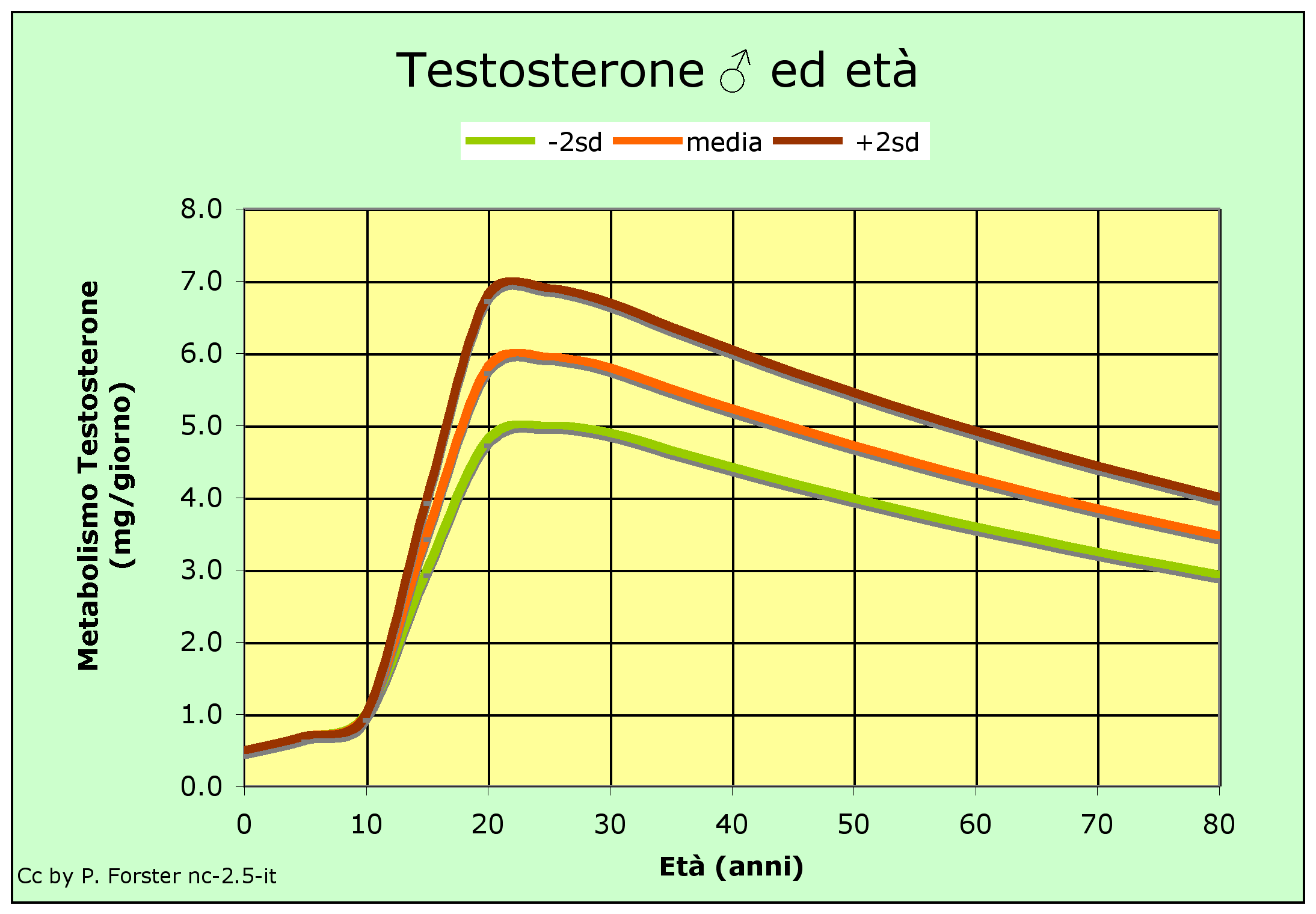
Sintesi di testosterone ed età

Il testosterone viene sintetizzato già dal feto a partire dalla sesta settimana di gestazione in quantità intorno a 0,5 mg/die. In questo stadio promuove la crescita ossea e muscolare ed è responsabile della differenziazione sessuale.
- Aumenta lentamente fino a circa 1 mg/die entro i dieci anni di età.
- Tra i dieci e diciotto anni di età (adolescenza maschile) la sintesi aumenta rapidamente fino a raggiungere 5 ÷ 7 mg/die, per rimanere a questo livello fino a circa ventinove anni.
- Dai trent'anni in su la sintesi diminuisce di circa 2% all'anno fino a raggiungere 3 ÷ 4 mg/die all'età di ottant'anni.

Si notano differenze individuali di ±15% tra individui poco o molto virili: un maschio poco virile raggiunge a vent'anni una produzione testosteronica pari a quella di cui un maschio molto virile dispone ancora a sessant'anni.
Le sieroconcentrazioni non sono "parallele" alla sintesi, perché oltre alla quantità di testosterone sintetizzato subentrano altrettanto complessi meccanismi di trasformazione e di smaltimento metabolico sulla concentrazione ematica.

### Variazione circadiana

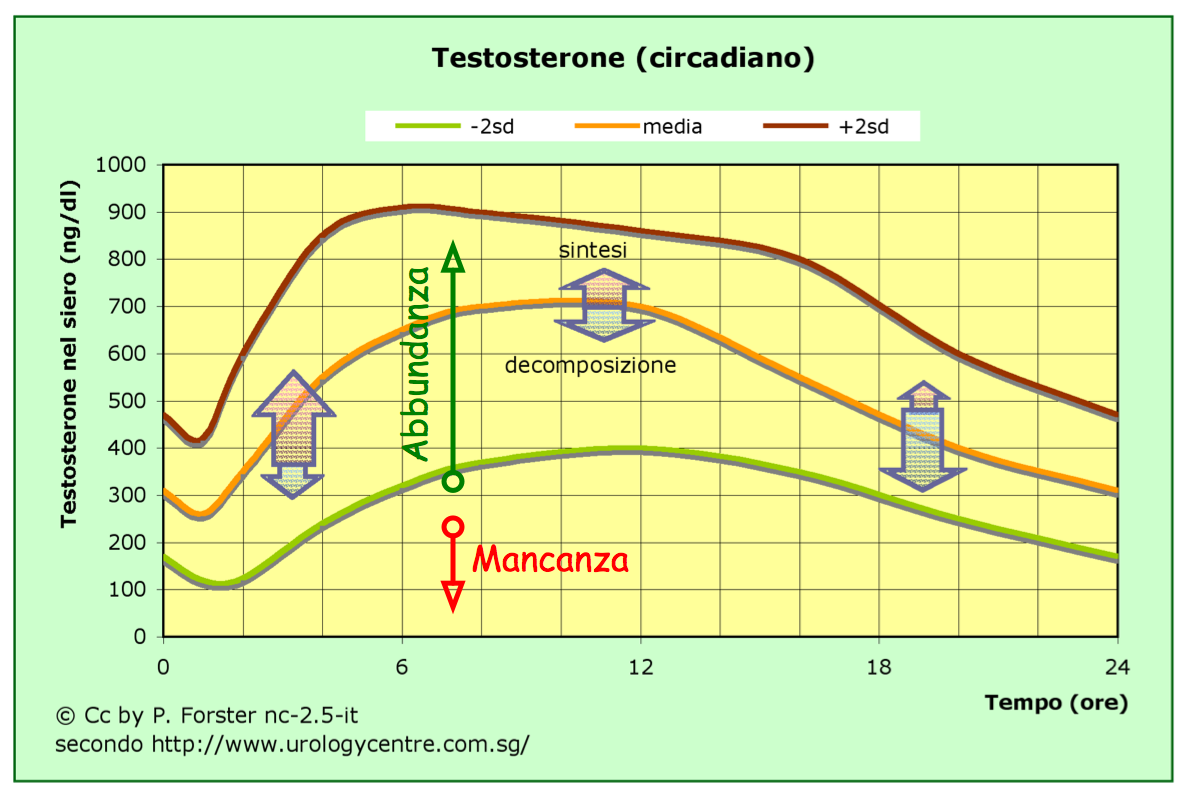
Testosteronemia circadiana

Il testosterone è sintetizzato dalle cellule di Leydig nell'interstizio testicolare a partire dal colesterolo. La maggior parte si lega poi all'albumina e al SHGB (sex hormone-binding globulin) ematica.
La metabolizzazione è caratterizzata da due meccanismi:
- conversione periferica (negli organi di mira) in DHT (di-hydro-testosterone) ed estradiolo
- decomposizione nel fegato in diversi metaboliti; congiunzione e smaltimento renale (p.es. come 17-keto-steroide).

Inoltre, a causa di "sfasamenti" di processi di sintesi e di conversione / smaltimento, c'è una grande variazione giornaliera (circadiana):
la testosteronemia raggiunge un minimo verso la 1:00 di notte. Poco dopo la regolazione causa un notevole aumento di sintetizzazione mentre la decomposizione diminuisce, il che fa rapidamente aumentare la testosteronemia fino alle 6:00 ÷ 12:00. Il pomeriggio prevalgono i processi metabolici decompositori e la testosteronemia si abbassa lentamente fino alla 1:00 di notte.

### Regolazione della testosteronemia

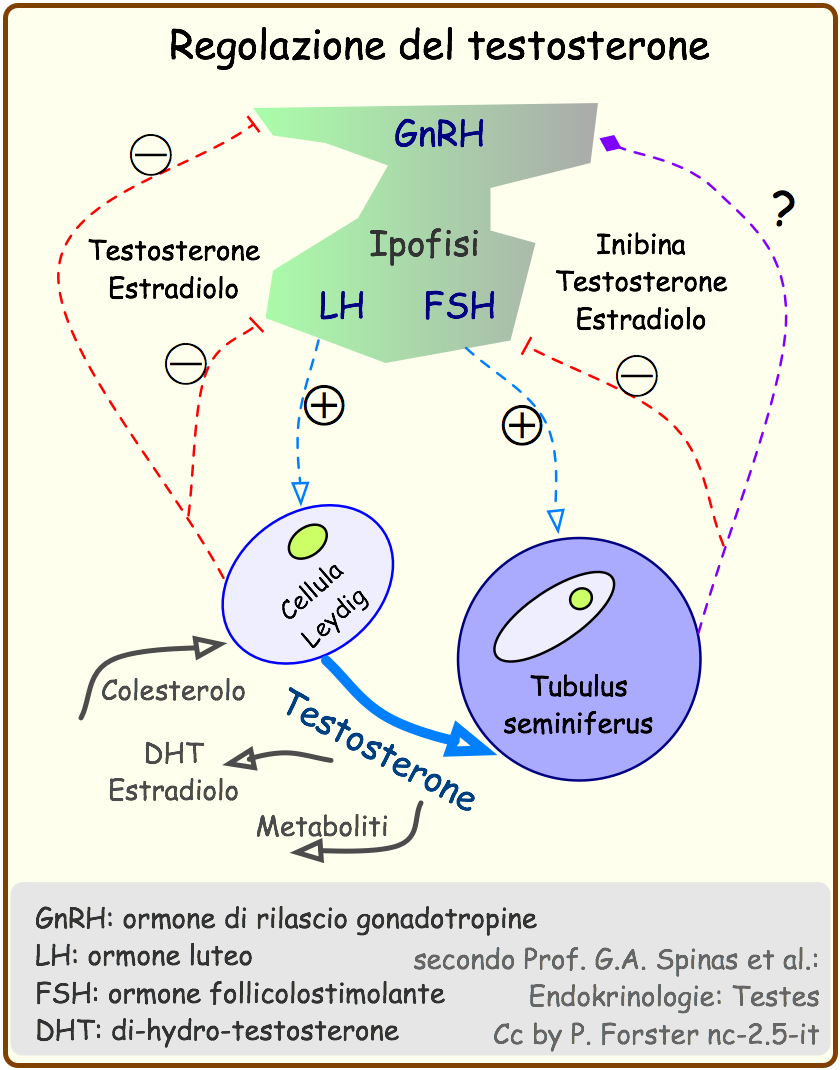
Regolazione endogena del testosterone

Le cellule di Leydig, stimolate dall'ormone luteo LH proveniente dall'ipofisi, producono il testosterone a partire dal colesterolo nell'interstizio dei testicoli e lo forniscono ai tubuli seminiferi per la regolazione della spermatogenesi.
Una parte viene usata per la sintesi periferica di di-hydro-testosterone e estradiolo, un'altra viene metabolizzata per essere smaltita.
Il testosterone e l'estradiolo in circolazione "frenano" a monte la produzione di ormone luteo LH, ormone follicolostimolante FSH e l'ormone di rilascio di gonadotropine.
Tramite questo circuito regolativo si instaura un ritmo circadiano (giornaliero) di concentrazione di testosterone nel siero ematico.

## Testosterone e protezione da malattie metaboliche
In passato si pensava che il testosterone avesse funzioni prettamente sessuali; recentemente si è scoperto che il suo ruolo va molto oltre la mera sessualità e coinvolge tutto il corpo. È stato visto, ad esempio, che il testosterone contribuisce alla regolazione della crescita muscolare e ossea, di alcuni aspetti comportamentali e dell'umore, dell'insulinoresistenza, della sudorazione, del metabolismo del colesterolo, ecc.
La carenza di testosterone (ipogonadismo) è associata a molte malattie come disfunzione erettile, demenza, osteoporosi, diabete mellito di tipo 2, obesità, malattie cardiovascolari e sindrome metabolica.
La carenza di testosterone e IGF-I aumenta la mortalità e le possibilità di collasso cardiocircolatorio, in modo particolare più è basso il rapporto testosterone/cortisolo e IGF-I/cortisolo, e maggiori sono questi rischi
L'ipogonadismo è una condizione che può portare a diabete mellito, inoltre è stato visto che in uomini ipogonadici l'assunzione di testosterone diminuisce l'insulinoresistenza e migliora il quadro glicemico.

## Testosteronemia

### Metodi di determinazione
Il testosterone legato ad SHBG non è biodisponibile. Il testosterone biodisponibile è dato dalla somma del testosterone libero (DHT) e del testosterone legato ad albumina.
Ci sono diversi test ematici per determinare il testosterone totale nel siero, ma i valori sono da usare con prudenza, perché non includono testosterone metabolicamente attivo.
Di contrasto il testosterone libero è sintomaticamente e diagnosticamente più affidabile. La misurazione diretta è molto costosa e varia notevolmente tra laboratorio e laboratorio. Esiste però una determinazione indiretta tramite un calcolo tra testosterone totale, albumina e SHBG (sex hormone binding globuline).
C'è un piccolo calcolatore sul sito della ISSAM in merito che calcola il testosterone libero e biodisponibile dai valori per testosterone totale e SHBG:
| testosterone libero, biodisponibile = f(testosterone totale, albumina, SHBG) |

### Valori di riferimento
Non è stato stabilito un limite inferiore "normale", bensì è stato raggiunto il seguente accordo tra specialisti:
Viste le forti variazioni circadiane, è preferibile che i campioni siano rilevati in mattinata (anche se non è definito nella letteratura a cui si è fatto riferimento).
| Testosterone totale     | Testosterone libero     |            |
| > 12 nmol/l (346 ng/dl) | > 250 pmol/l (72 pg/ml) | Abbondanza |
| < 8 nmol/l (231 ng/dl)  | < 180 pmol/l (52 pg/ml) | Mancanza   |

## Storia
Già gli antichi egizi effettuarono studi sugli effetti terapeutici e sui poteri procurati dai testicoli; Plinio il Vecchio definì utile per un rafforzamento sessuale il pene di asino intriso di olio; non solamente nel bacino del Mediterraneo gli studi medici e fisiologici prosperavano, dato che anche in India intorno al II secolo a.C. il noto medico Susruta nei suoi testi ayurvedici consigliò per la cura dell'impotenza l'ingestione di sostanze testicolari. Il medico persiano dell'VIII secolo d.C. Johannes Mesuè il Vecchio indicò un peculiare estratto testicolare per migliorare il desiderio sessuale.
In periodi più recenti dapprima il fisiologo francese Claude Bernard nel 1855 e soprattutto il suo connazionale Charles Brown-Sequard nel 1889 formularono l'ipotesi della secrezione endogena integrativa per consentire una organoterapia. Brown-Sequard viene considerato uno dei padri della endocrinologia moderna, dato che intuì l'esistenza di sostanze in grado di svolgere il compito di controllori e di regolatori fisiologici, per di più secrete dall'organismo stesso. Brown-Sequard diffuse gratuitamente vari campioni di liquido estratto dai testicoli di cani e di altre cavie e grazie a questo impulso l'ambiente medico-scientifico in tutto il mondo si attivò in ricerche che portarono il futuro Nobel Fritz Pregl, verso la fine del XIX secolo, a esperimenti atti a verificare il miglioramento delle prestazioni fisiche indotto da sostanze testicolari.
I primi trapianti testicolari vennero effettuati intorno al 1913 e nel 1918 il chirurgo Loe L. Stanley incominciò una lunga serie di interventi sui suoi particolari pazienti, i detenuti del carcere di San Quintino in California arrivando a favorevoli conclusioni sul benessere apportato ai suoi malati.
Negli anni trenta vari gruppi di ricerca si impegnarono nella scoperta dei fattori androgenici presenti nei testicoli: tra i primi vi furono nel 1935 l'équipe di Ernst Laqueur che pubblicò Sull'ormone maschile cristallino dei testicoli, quella di Leopold Ruzicka (Nobel) con l'articolo Sulla preparazione artificiale dell'ormone testicolare testosterone, e quella di Adolf Butenandt (Nobel) con il resoconto Un metodo per preparare il testosterone dal colesterolo. Da questo momento iniziò l'era dell'utilizzo del testosterone sintetico.

## Impiego clinico del testosterone

### Indicazioni
Il testosterone è indicato principalmente nella terapia dell'ipogonadismo.
A livello di ricerca scientifica sembra avere una promettente efficacia contro infarto, malattie cardiocircolatorie, anemia, diabete mellito, osteoporosi e altre malattie metaboliche, depressione.
Negli USA, in Canada e in Nuova Zelanda dopo il 2010 si è avuto un aumento esplosivo delle vendite di testosterone nell'invecchiamento e nei problemi età correlati. I farmaci a base di testosterone sono stati studiati e approvati nelle forme di ipogonadismo con bassi livelli di testosterone endogeno. Suggerendo che bassi livelli di testosterone sono correlati con l'invecchiamento e con la bassa libido maschile si è fatta una "indebita" pressione sulla popolazione circa la possibilità di "risolvere" un problema tipico dell'età, secondo una tipica strategia di disease mongering. Inoltre è stato tentato di spostare il valore patologico del livello serico del testosterone circolante agendo sulle categorie di medici specialisti.

### Nel transessualismo da donna a uomo
Il testosterone viene impiegato nella terapia ormonale insieme alla chirurgia plastica nel processo di transizione FtM, dal sesso femminile a quello maschile. Lo scopo è quello di mascolinizzare il corpo. Tale terapia dura tutta la vita diminuendo il dosaggio man mano che l'età avanza.

## Effetti collaterali
Nei soggetti ipogonadici di età inferiore ai 40 anni l'assunzione di testosterone a fini clinici comporta una bassa frequenza di gravi effetti collaterali, tuttavia essa spesso causa ginecomastia (dovuta alla conversione di quest'ormone in estrogeni), ammorbidimento dei testicoli, e riduzione della sintesi di gonadotropine pituitarie (LH e FSH) con conseguente inibizione della produzione endogena di testosterone.
In passato si credeva che il testosterone, quindi anche l'assunzione dello stesso, potesse aumentare il rischio di malattie cardiovascolari, tuttavia è stato visto che quest'ipotesi non era soltanto falsa, ma addirittura era vero il contrario: l'uso di questa sostanza riduceva questi rischi.
Il testosterone può alzare il valore di ematocrito, che se in eccesso può causare trombosi, perciò i soggetti che ne fanno uso dovrebbero controllare regolarmente questo parametro.
La maggioranza degli studi non ha trovato un aumento di rischio di cancro alla prostata tra i soggetti che assumono testosterone, tuttavia l'assunzione di questa sostanza dovrebbe essere attentamente valutata ed eventualmente monitorata in persone che hanno un cancro alla prostata o che per familiarità sono soggetti a questa malattia.
Nonostante i maschi abbiano più testosterone e siano naturalmente più aggressivi delle femmine, sembra che i criminali in genere non abbiano maggiori livelli di testosterone rispetto alle persone dello stesso sesso che non delinquono, perciò negli esseri umani non esiste un'associazione statistica tra i livelli di testosterone e l'aggressività. In generale è stato visto che in alcuni casi, se l'assunzione eleva eccessivamente i livelli testosteronici (come avviene in alcuni atleti) è possibile un aumento di aggressività, che invece non avviene se l'assunzione è finalizzata alla cura dell'ipogonadismo e se le concentrazioni ormonali rimangono normali, in questi casi si può avere soltanto un miglioramento dell'umore e una maggiore grinta nell'affrontare la vita quotidiana.
Il testosterone rientra fra le sostanze proibite durante l'attività sportiva agonistica sia in allenamento sia in gara (The 2007 Prohibited List World Anti-Doping Code), il suo uso a fini sportivi viene considerato doping.